# Pearcea hypocyrtiflora
Pearcea hypocyrtiflora  (лат.) — типовой вид рода Пирсия (Pearcea) семейства Геснериевые (Gesneriaceae).

## Описание
Стебель длиной 5—20 см, неразветвленныеЛистья яйцевидные, редко сердцевидные или продолговатые, с обеих сторон покрыты волосками. Цветки желто-зеленого или пурпурного цвета

## Распространение
Эндемик Эквадора. Обитает в тропических и субтропических влажных горных или низинных лесах на высоте ниже 700 м над уровнем моря.

## Синонимика
- Gloxinia hypocyrtiflora Hook.f.
- Hypocyrta brevicalyx Veitch
- Isoloma hypocyrtiflorum (Hook. f.) Benth.[2]